# SM i innebandy flickor under 16
SM i innebandy flickor under 16 avgörs ungefär på samma sätt som fotbollens Champions League. Alltså först är det kvalgrupper (som kallas U16-kvalgrupper) och sedan SM-slutspel. Laget som vinner slutspelet blir svenska mästare. Laget som vinner slutspelet blir svenska mästare. Svenska mästare koras sedan säsongen 1994/1995.

## Svenska mästarinnor genom åren
| - 1995 - IBF Falun - 1996 - Kristinebergs AIS - 1997 - Filipstads IBK - 1998 - Kristinebergs AIS - 1999 - Högdalens AIS - 2000 - Umeå City IBK - 2001 - Högdalens AIS - 2002 - Hässelby/Kälvesta IBK - 2003 - IBF Falun - 2004 - Holmsund City IBC - 2005 - Högalids IF - 2006 - Telge SIBK - 2007 - KAIS Mora IF - 2008 - Pixbo Wallenstam IBK - 2009 - Täby IS IBK - 2010 - FBC Engelholm Ungdom - 2011 - Täby IS IBF - 2012 - Malmö FBC - 2013 - Malmö FBC - 2014 - Nykvarns IF - 2015 - Hagfors IF Ungdom |

### Fotnoter
1. ↑  ”USM, flickor/pojkar 16”. Svenska innebandyförbundet. Arkiverad från originalet den 27 april 2016. https://web.archive.org/web/20160427020613/http://www.innebandy.se/StatistikHistorik/SM-medaljer-genom-tiderna/USM-flickorpojkar-16/. Läst 16 april 2016.